# 鄭登高
鄭登高（1492年—？），字曰進，福建興化府莆田縣人，軍籍，明朝政治人物。

## 生平
正德十四年（1519年）己卯科福建鄉試第五十二名舉人。正德十六年（1521年）聯捷辛巳科第二甲第二十四名進士。授户部主事，升郎中，历官南安府、嘉兴府知府，擢雲南按察司副使，嘉靖二十三年（1544年）九月升湖广布政使司右参政、专守湖北道。

## 家族
曾祖鄭德載；祖父鄭儀和，曾任訓導，以子鄭瑗贈南京禮部主事；父鄭琛，母劉氏。永感下。兄登庸。